# Sungai Pinang (Kubu)
Sungai Pinang is een bestuurslaag in het regentschap Rokan Hilir van de provincie Riau, Indonesië. Sungai Pinang telt 1867 inwoners (volkstelling 2010).